# Dödsfarten
Dödsfarten var benämningen på den fartygstrafik med järnmalm, som pågick från svenska ostkusthamnar till hamnar i norra Tyskland och tyska och nederländska nordsjökusten under andra världskriget fram till hösten 1944. I retur fraktades ofta stenkol och koks för Sveriges energiförsörjning.

## Inledning
I samband med andra världskrigets utbrott började de krigförande parterna att lägga ut minspärrar för att hindra fiendens handelsfartyg. Efter det tyska angreppet på Danmark och Norge 9 april 1940 lade tyskarna ut en minspärr, den så kallade Skagerackspärren, mellan Lindesnes på Norges sydkust och Hanstholm på danska Jyllands nordvästspets. Svenska handelsflottan klövs då i två delar. De fartyg som "innanför spärren" kunde nå svenska hamnar, och de som "utanför spärren" var avskurna från Sverige.

## Om dödsfarten
I slutet av maj 1940 godkände brittiska Ministry of Economic Warfare genom bankiren Charles Hambro, att begränsad svensk fartygstrafik kunde ske genom Kielkanalen. Eftersom farvattnen på båda sidor om kanalen var brittiskt minområde, garanterades inte fartygens säkerhet. Den kortare vägen mellan Östersjön och Nordsjön användes av de svenska malmbåtarna på resor till Hamburg, Bremen och Emden. Efter den tyska erövringen av Nederländerna blev det ockuperade Rotterdam den längst bort belägna lossningsplatsen för den svenska järnmalmen. Härifrån  kunde malmen billigt transporteras uppför floden Rhen till det högindustrialiserade Ruhrområdet, och man undvek det överbelastade järnvägsnätet i norra Tyskland. Stålverken i Ruhrområdet låg ofta granne med gasverk som levererade en stor del av stålverkens energibehov. Gasen utvanns ur stenkol, med restprodukten koks. Denna koks kunde sedan föras tillbaka till de svenska fartygen i Rotterdam som returlast till Sverige.
När malmfarten begränsades från Narvik, bland annat på grund av stor förstörelse i hamnen, dirigerades malmexporten framförallt till Luleå. När Luleå hamn var blockerad av is, togs malmfrakterna från Gävle hamn, Västerås eller Oxelösunds hamn.
Under 1942 blev de svenska malmfartygen, som ingick i de tyska konvojerna längs Nordsjökusten, allt oftare utsatta för attacker av brittiska bombplan från Coastal Command, och motortorpedbåtar. Nattetid fälldes magnet- och akustikminor ner i havet vilket också skördade offer bland de svenska fartygen. I Östersjön utgjorde ryska ubåtar ett hot.
| Fartygsnamn        | Datum      | Antal döda | Förlisningsorsak                                       | Under svensk eskort |
| ------------------ | ---------- | ---------- | ------------------------------------------------------ | ------------------- |
| S/S Ada Gorthon    | 22 juni    | 14         | Torpederad av ryska SC 317 utanför Bläsinge på Öland   | Nej                 |
| S/S Margareta      | 9 juli     | 14         | Torpederad av ryska S-7 vid Arkösund                   | Nej                 |
| M/S Luleå          | 11 juli    | 8          | Torpederad av ryska S-7 i skärgården utanför Västervik | Ja                  |
| S/S C.F Liljewalch | 18 augusti | 33         | Torpederad av ryska L-3 i skärgården utanför Västervik | Ja                  |
| S/S Bengt Sture    | 29 oktober | 15         | Torpederad av ryska SC 406                             | Nej                 |
| S/S Lidingö        | 6 november | 0          | Brittisk magnetmina i Fehmarn Bält                     | Nej                 |

### Fartygsöden

#### S/SBengt Sture
Fartyget avgick från Danzig den 28 oktober 1942 lastad med kol avsett för järnverket i Oxelösund. På väg mellan nordtyska kusten och Trelleborg torpederades Bengt Sture klockan 00:30 den 29 oktober av ryska ubåten SC 406. Ubåten plockade upp sju överlevande, vilka fördes som fångar till örlogsbasen Kronstadt vid det belägrade Leningrad. År 1992 fick den svenske militärhistorikern överstelöjtnant Stellan Bojerud vid ett besök i Moskva besked från en rysk kollega, att de sju svenskarna avrättats efter förhör. Den dokumenterade sanningen om svenskarnas slutliga öde finns möjligen i NKVD:s ännu hemliga arkiv. Den underhandsinformation som kommit fram tyder på att svenskarna avrättades, troligen redan i Kronstadt.

#### S/SNarvik
Fartyget blev under andra världskriget utsatt för bomb- och torpedanfall, minsprängning och kulsprutebeskjutning. Den 12 september 1941 avgick fartyget i tysk konvoj från Rotterdam lastat med kol för gasverket i Värtan, Stockholm. Efter några timmar angreps konvojen av 6 brittiska Beaufort-bombplan. En 250-kilos bomb träffade, men låg därefter odetonerad kvar i en av ballasttankarna. Eftersom fartygsplåtarnas nitförband hade släppt på vissa ställen under vattenlinjen, återgick fartyget till Rotterdam.
Den 1 oktober 1942 ingick Narvik lastad med järnmalm i en konvoj till Rotterdam. Strax efter midnatt i höjd med Terschelling anfölls konvojen av brittiska motortorpedbåtar som sköt lysgranater och torpeder. Efter att Narvik med snabb manövrering lyckats undvika två torpeder, var anfallet över efter 30 minuter.
Den 29 april 1943 avgick Narvik i konvoj från Rotterdam med last av koks till Gävle. Enligt planen skulle fartyget därefter segla i ballast till Luleå för ny last av järnmalm. I höjd med den Västfrisiska ön Texel anfölls fartygen av brittiska Coastal Commands Beaufighterplan. Efter att två torpeder missat, träffade en tredje torped i akterskeppet och fartygsbotten slets upp. Besättningen lämnade fartyget med de redan utsvängda livbåtarna, och plockades upp av ett eskortfartyg. På grund av den lätta och porösa kokslasten sjönk Narvik först 39 minuter efter torpederingen.